# Nicola Berdini
Nicola Berdini (Civitanova Marche, 4 dicembre 2003) è un cestista italiano.

## Biografia
È figlio di Paolo Berdini, ex playmaker con 25 presenze all'attivo in Serie A1 con la maglia della Libertas Forlì tra il 1995 e il 1997.

## Carriera

### Nazionale
Nel 2022 ha partecipato, con l'Italia under 20, agli Europei di categoria, conclusi al nono posto finale.